# باغ‌های تیولی
باغ‌های تیولی (انگلیسی: Tivoli Gardens) شهر بازی و تفرجگاهی است در کپنهاگ، دانمارک. این پارک در ۱۵ اوت ۱۸۴۳ افتتاح شده و دومی پارک قدیمی فعال در جهان است. این پارک با ۴.۶ میلیون بازدیدکننده در سال، دومین پارک پربازدید جهان پس از اروپا-پارک است. تیولی پربازدیدترین تم‌پارک در اسکاندیناوی و پنجمین تم‌پارک پربازدید در جهان است.
باغ‌های تیولی، با بیش از ۱۷۰ بازی و جذابیت، همچنین ۲۷ رستوران و کافه، ۴۱ فروشگاه، ۳۳ سالن نمایش و تئاتر، و بیش از ۳۵ هکتار فضای سبز، یکی از بزرگترین و پربازدیدترین شهربازی‌ها در جهان است. این پارک بیشتر به عنوان یک شهربازی تفریحی شناخته می‌شود، اما همچنین ارائه‌دهنده‌ی برنامه‌های موسیقی، نمایش‌های آتش‌بازی، و رویدادهای فصلی است.

## ویژگی‌ها و جاذبه‌ها
1. ترن هوایی (Roller Coasters): باغ‌های تیولی دارای چندین ترن هوایی معروف از جمله "Rutschebanen" است که یکی از قدیمی‌ترین ترن‌های هوایی چوبی در جهان است.
2. باغ‌ها و فضاهای سبز: این پارک با طراحی زیبا و باغ‌های گوناگون، فضایی آرام و دلنشین برای بازدیدکنندگان فراهم می‌کند.
3. برنامه‌های زنده: تیولی میزبان کنسرت‌ها، نمایش‌ها و برنامه‌های زنده مختلفی است که به طور منظم برگزار می‌شوند.
4. رستوران‌ها و کافه‌ها: این پارک دارای رستوران‌ها و کافه‌های متعددی است که انواع غذاها و نوشیدنی‌ها را ارائه می‌دهند.
5. نورپردازی شبانه: یکی از ویژگی‌های منحصر به فرد تیولی، نورپردازی شبانه آن است که فضایی جادویی و دلنشین ایجاد می‌کند.

## تاریخچه
باغ‌های تیولی توسط جورج کارستن‌سن (Georg Carstensen) تأسیس شد که از پادشاه دانمارک، کریستیان هشتم، مجوز گرفت تا این پارک را بسازد. کارستن‌سن معتقد بود که "مردم وقتی که مشغول سرگرمی هستند، به سیاست نمی‌اندیشند."

این پارک نه تنها مکانی برای سرگرمی و تفریح است، بلکه نمادی از تاریخ و فرهنگ دانمارک نیز محسوب می‌شود و سالانه میلیون‌ها بازدیدکننده را به خود جذب می‌کند.

## نگارخانه

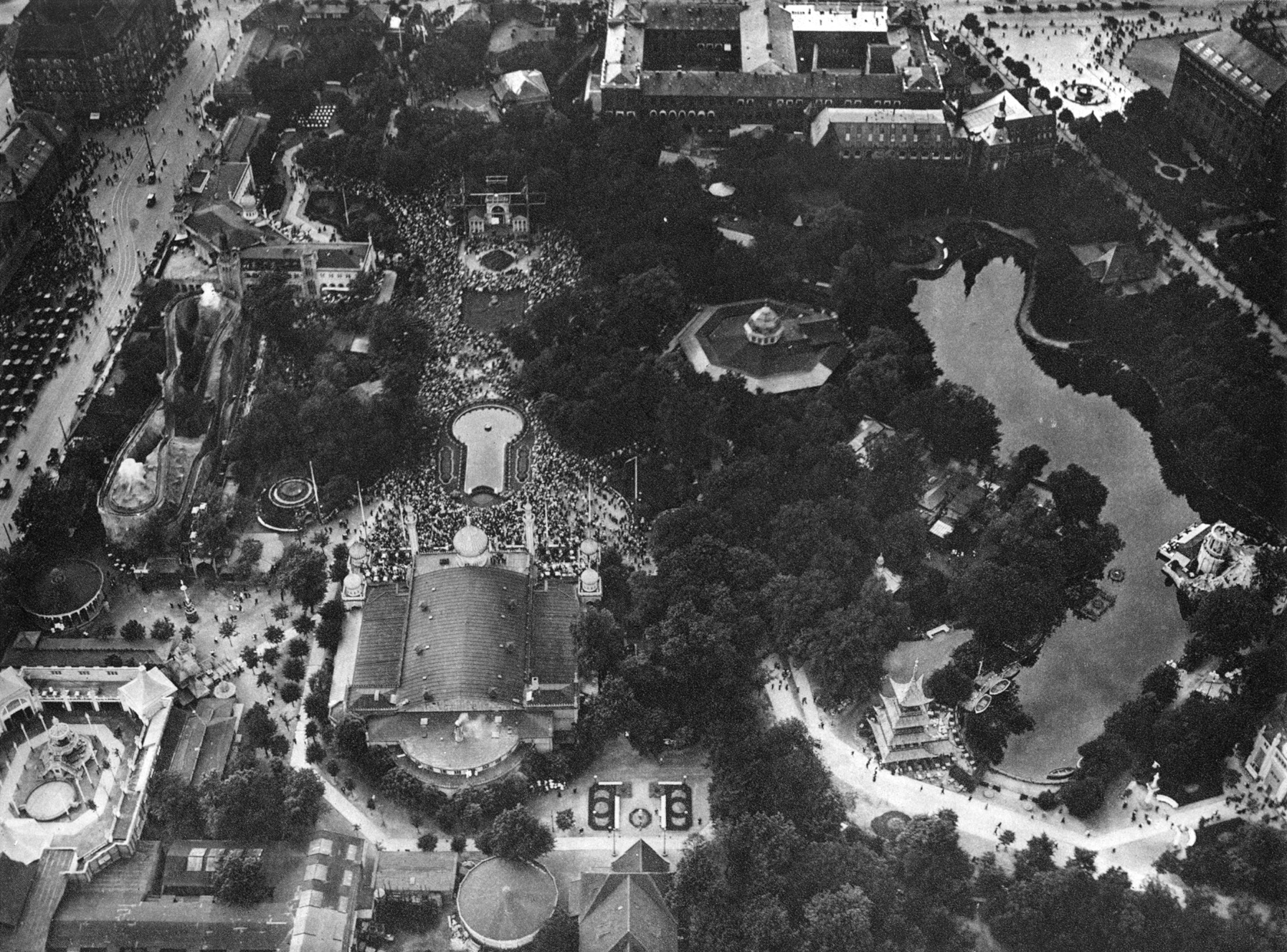
نگاره‌ای هوایی از باغ‌های تیولی به‌تاریخ ۲۲ ژوئیه ۱۹۲۲ میلادی، که توسط ادوارد اسپلترینی ثبت‌شد.
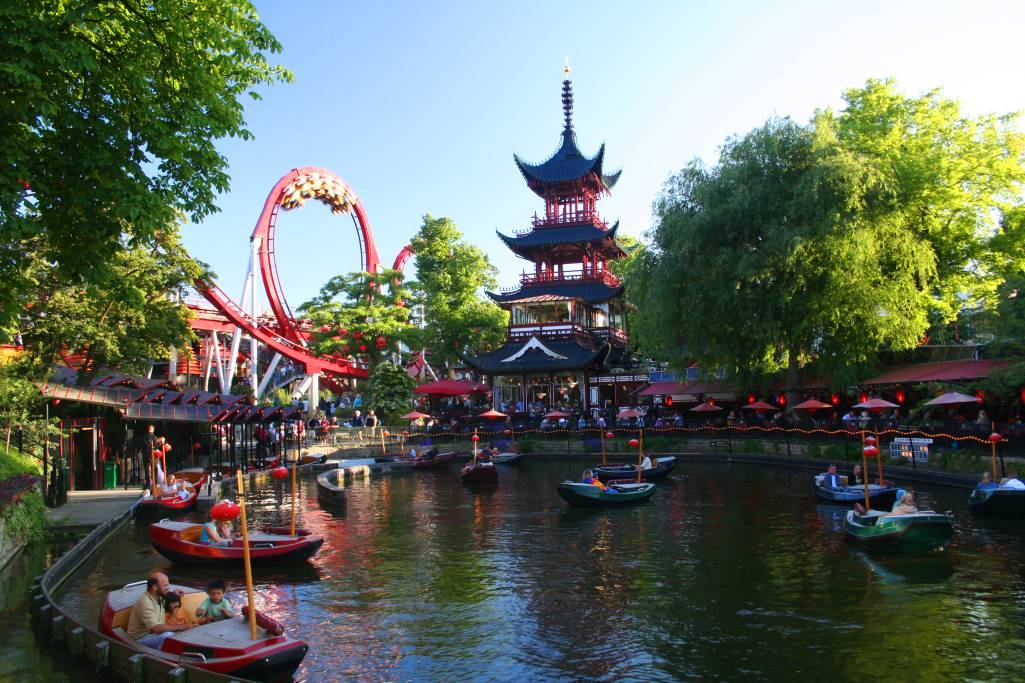
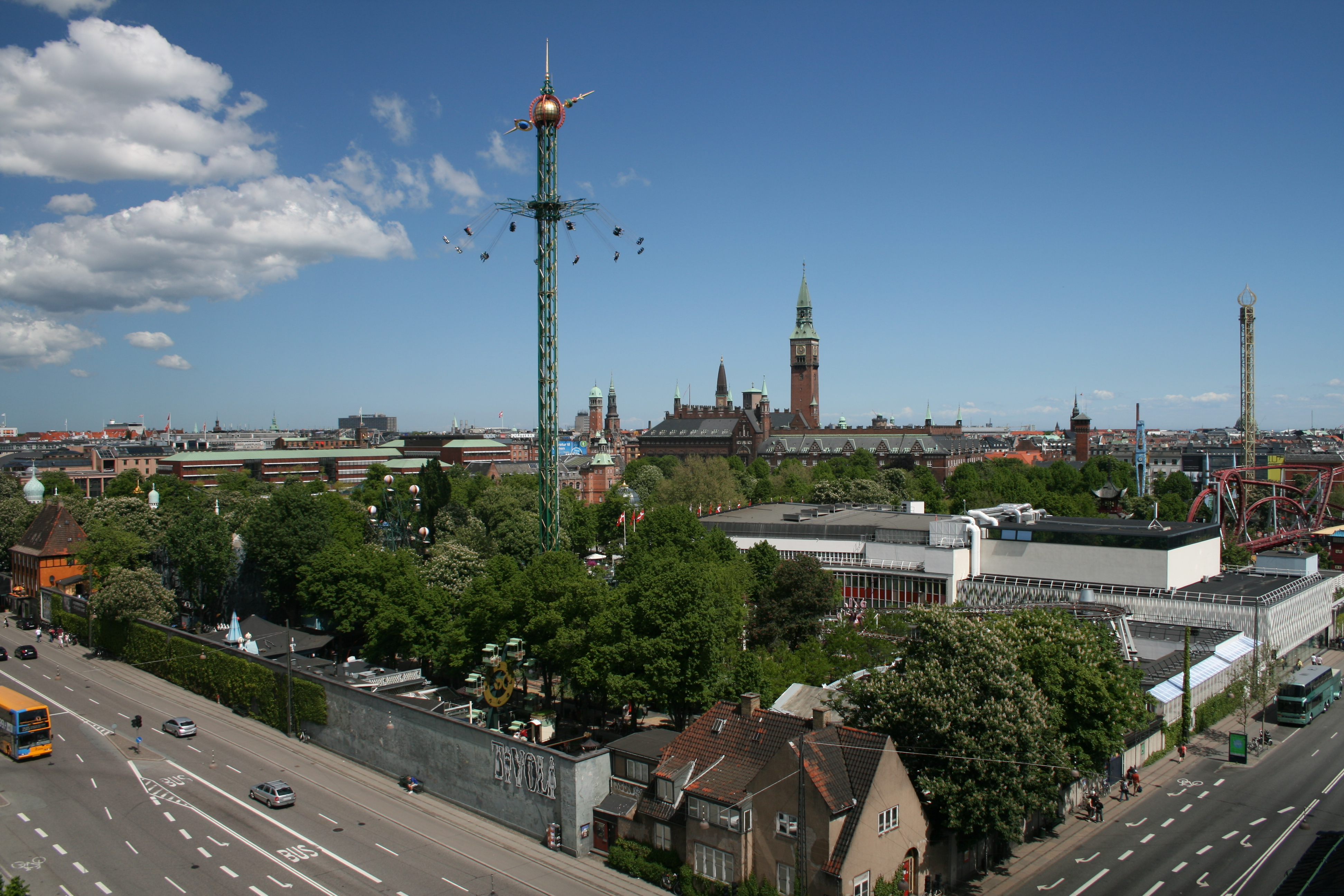